# 40 x 15
Pour les articles homonymes, voir Sang (homonymie).
Pour plus de détails, voir Fiche technique et Distribution.
40 x 15 est un documentaire français réalisé par Olivier Jahan et sorti en 2008.

## Synopsis
L'histoire mouvementée de la Quinzaine des réalisateurs, section parallèle du festival de Cannes née en 1968 : témoignages d'une trentaine de réalisateurs, archives et extraits de films.

## Fiche technique
- Titre : 40 x 15
- Réalisation : Olivier Jahan
- Photographie : Olivier Jahan, Sylvie Faiveley et Oliver Bertrand
- Son :Fabien Krzyzanowski
- Montage : Anne-Marie Leduc et Antoine le Bihen
- Musique : Cyril Moisson
- Production : MK2 Films
- Pays :  France
- Genre : documentaire
- Durée : 97 minutes
- Date de sortie : France - 18 mai 2008

## Sélections
- Festival de Cannes 2008 (sélection de la Quinzaine des réalisateurs)[1]
- Festival international de Hong Kong 2009